# Gina Philips
Gina Philips (n. 10 mai 1970) este o actriță americană. Philips s-a născut sub numele de Gina Consolo în Miami Beach, Florida. Este cunoscută pentru rolul din serialul Ally McBeal unde interpreta personajul Sandy Hingle și pentru serialul Boston Public unde interpreta personajul Jenna Miller. Rolurile sale din filme includ Jeepers Creepers, Anarchist Cookbook, Dead and Breakfast și The Sick House. Gina a făcut apariții pe post de invitat în Star Trek: DS9, Sliders, ER, CSI și Medium and Monk. A jucat și în Ring Around the Rosie (2006). Aceasta este pregătită pentru filmările celui de-al treilea film Jeepers Creepers 3 propus pentru lansare în 2011.

## Filmografie
- The Sick House (2007) .... Anna
- My Baby Is Missing (2007) .... Jenna Davis
- Thanks to Gravity (2006) .... Jordan
- Teama Care Ucide - Ring Around the Rosie (2006) .... Karen Baldwin
- Hawaii (Serial TV) (2004) .... Harper Woods
- Jennifer's Shadow (2004) .... Jennifer Cassi/Johanna
- Dead & Breakfast (2004) .... Melody
- Something More (2003) .... Orangina
- Sam & Joe (2003) .... Lisa
- The Anarchist Cookbook (2002) .... Karla
- Tenebre - Jeepers Creepers (2001) .... Trish Jenner
- Dilema - Nailed (2001) .... Mia Romano
- Traieste-ti viata - Living Out Loud (1998) .... Lisa Francato
- Telling You (1998) .... Kristen Barrett
- Bella Mafia (1997) .... Rosa Luciano
- In apararea diavolului - The Advocate's Devil (1997) .... Emma
- Born Into Exile (1997) .... Holly Nolan
- Aventura periculoasa - Her Costly Affair (1996) .... Tess Weston
- Puterea iertarii - Unforgivable (1996) .... Tammy
- Dragostea visata - No Greater Love (1996) .... Alexis Winfield
- Albinele ucigase - Deadly Invasion: The Killer Bee Nightmare (1995) .... Tracy Ingram
- Crosstown Traffic (1995) .... Jamie
- Cu ochii sufletului - Breaking Free (1995) .... Lindsay Kurtz
- Lies of the Heart: The Story of Laurie Kellogg (1994) .... Alicia
- Rave, Dancing to a Different Beat (1994) .... Lorri
- Love, Honor & Obey: The Last Mafia Marriage (1993) .... Adult Gigi
- When the Bough Breaks (1993) .... Teenage Girl
- Changes (1999) .... Sandy Hingle